# Philips Sport Vereniging 2012-2013
Questa voce raccoglie le informazioni riguardanti il Philips Sport Vereniging nelle competizioni ufficiali della stagione 2012-2013.

## Rosa
| N. |                        | Ruolo | Calciatore                 |
| -- | ---------------------- | ----- | -------------------------- |
| 1  | Polonia (bandiera)     | P     | Przemysław Tytoń           |
| 2  | Bulgaria (bandiera)    | D     | Stanislav Manolev          |
| 2  | Danimarca (bandiera)   | D     | Mathias Jørgensen          |
| 3  | Paesi Bassi (bandiera) | D     | Wilfred Bouma              |
| 4  | Brasile (bandiera)     | D     | Marcelo                    |
| 5  | Paesi Bassi (bandiera) | D     | Erik Pieters               |
| 6  | Paesi Bassi (bandiera) | C     | Mark van Bommel (capitano) |
| 7  | Svezia (bandiera)      | A     | Ola Toivonen               |
| 8  | Paesi Bassi (bandiera) | C     | Kevin Strootman            |
| 9  | Slovenia (bandiera)    | A     | Tim Matavž                 |
| 10 | Paesi Bassi (bandiera) | C     | Georginio Wijnaldum        |
| 11 | Paesi Bassi (bandiera) | A     | Jeremain Lens              |
| 13 | Canada (bandiera)      | C     | Atiba Hutchinson           |
| 14 | Belgio (bandiera)      | A     | Dries Mertens              |

| N. |                        | Ruolo | Calciatore       |
| -- | ---------------------- | ----- | ---------------- |
| 15 | Paesi Bassi (bandiera) | D     | Jetro Willems    |
| 16 | Paesi Bassi (bandiera) | C     | Orlando Engelaar |
| 17 | Paesi Bassi (bandiera) | A     | Luciano Narsingh |
| 18 | Belgio (bandiera)      | D     | Timothy Derijck  |
| 19 | Paesi Bassi (bandiera) | A     | Jürgen Locadia   |
| 20 | Paesi Bassi (bandiera) | C     | Peter van Ooijen |
| 21 | Paesi Bassi (bandiera) | P     | Boy Waterman     |
| 22 | Paesi Bassi (bandiera) | A     | Memphis Depay    |
| 24 | Austria (bandiera)     | C     | Marcel Ritzmaier |
| 27 | Svezia (bandiera)      | C     | Oscar Hiljemark  |
| 31 | Paesi Bassi (bandiera) | P     | Ruud Swinkels    |
| 35 | Paesi Bassi (bandiera) | C     | Rik Schouw       |
| 37 | Paesi Bassi (bandiera) | D     | Joshua Brenet    |
| 41 | Paesi Bassi (bandiera) | P     | Nigel Bertrams   |